# Evacuate the Dancefloor (chanson)
Pour les articles homonymes, voir Evacuate the Dancefloor.
Singles de Cascada
Perfect Day
(2009) Fever
(2009)
Pistes de Evacuate the Dancefloor
Hold On
Evacuate the Dancefloor est le premier single extrait de l'album éponyme Evacuate the Dancefloor du groupe Cascada. Un titre au son beaucoup plus pop/urbaine que dance, que Natalie Horler partage avec le rappeur Carlprit.
À la mi-octobre, le single Evacuate The Dancefloor devient disque de platine en Australie avec 70 000 singles vendus.
La piste a été représentée dans les publicités de télévision pour le jeu Xbox 360 Kinect Dance Central.

## Clip vidéo
Un clip a été tourné en avril 2009. en  Los Angeles pour ce single, vu la première fois sur YouTube le 25 mai 2009.

## Singles
| - iTunes EP 1 1. Evacuate the Dancefloor (Radio Edit) 2. Evacuate the Dancefloor (Cahill Remix) 3. Evacuate the Dancefloor (Wideboys Remix) 4. Evacuate the Dancefloor (Ultrabeat Remix) - iTunes EP 2 1. Evacuate the Dancefloor (Extended Mix) 2. Evacuate the Dancefloor (Rob Mayth Remix) 3. Evacuate the Dancefloor (Chriss Ortega Bigroom Remix) 4. Evacuate the Dancefloor (Frisco Remix) - Téléchargement 1. Evacuate the Dancefloor (Radio Edit) 2. Evacuate the Dancefloor (Extended Mix) 3. Evacuate the Dancefloor (Wideboys Remix) 4. Evacuate the Dancefloor (Ultrabeat Remix) 5. Evacuate the Dancefloor (Rob Mayth Remix) 6. Evacuate the Dancefloor (Frisco Remix) 7. Evacuate the Dancefloor (Chriss Ortega Bigroom Remix) - CD single (Promo Club) 1. Evacuate the Dancefloor (Radio Edit) 2. Evacuate the Dancefloor (Extended Mix) 3. Evacuate the Dancefloor (Lockout's Mirrorball Mix) 4. Evacuate the Dancefloor (Wideboys Mix) 5. Evacuate the Dancefloor (Ultrabeat Mix) 6. Evacuate the Dancefloor (Frisco Mix) 7. Evacuate the Dancefloor (Rob Mayth Mix) 8. Evacuate the Dancefloor (Wideboys' "Look Who's Back" Dub) - CD single 1. Evacuate the Dancefloor (Radio Edit) 2. Evacuate the Dancefloor (Extended Mix) | - Téléchargement 1. Evacuate the Dancefloor (Radio Edit) 2. Evacuate the Dancefloor (Extended Mix) 3. Evacuate the Dancefloor (Wideboys Remix) 4. Evacuate the Dancefloor (Chriss Ortega Bigroom Remix) 5. Evacuate the Dancefloor (Rob Mayth Remix) - CD Maxi single 1. Evacuate the Dancefloor (Radio Edit) 2. Evacuate the Dancefloor (Wideboys Radio Edit) 3. Evacuate the Dancefloor (Cahill Edit) 4. Evacuate the Dancefloor (Chriss Ortega Bigroom Radio Edit) 5. Evacuate the Dancefloor (Extended Mix) 6. Evacuate the Dancefloor (Wideboys Remix) 7. Evacuate the Dancefloor (Cahill Remix) 8. Evacuate the Dancefloor (Chriss Ortega Bigroom Remix) 9. Evacuate the Dancefloor (Frisco Remix) 10. Evacuate the Dancefloor (Wideboys Dub) - U.S. iTunes exclusive: The International Mixes (and more) 1. Evacuate The Dancefloor (Rob Mayth Edit) 2. Evacuate The Dancefloor (Ultrabeat Edit) 3. Evacuate The Dancefloor (PH Elektro Edit) 4. Evacuate The Dancefloor (Rob Mayth Mix) 5. Evacuate The Dancefloor (Ultrabeat Mix) 6. Evacuate The Dancefloor (PH Elektro Mix) 7. Evacuate The Dancefloor (Lockout’s Mirrorball Mix) 8. Evacuate The Dancefloor (Unplugged Live!) 9. Evacuate The Dancefloor (Buena Vista Edit) 10. Faded (Wideboys Miami House Mix) 11. Just Like A Pill 12. Sk8er Boi |  |

## Reprise
La chanson est reprise par le groupe français Pony Pony Run Run lors d'un concert privé en plein air.

## Classements et certifications
| Pays (2009)                            | Meilleure position |
| -------------------------------------- | ------------------ |
| Allemagne                              | 5                  |
| Australie                              | 3                  |
| Autriche                               | 6                  |
| Belgique (Flandre)                     | 6                  |
| Belgique (Wallonie)                    | 4                  |
| Bulgarie                               | 39                 |
| Canada                                 | 4                  |
| Croatie                                | 5                  |
| Danemark                               | 7                  |
| Estonie                                | 7                  |
| États-Unis Billboard Digital Songs     | 25                 |
| États-Unis Billboard Hot 100           | 29                 |
| États-Unis Billboard Hot Dance Airplay | 1                  |
| États-Unis Billboard Pop Songs         | 21                 |
| États-Unis Billboard Radio Songs       | 57                 |
| European Hot 100 Singles               | 4                  |
| France                                 | 5                  |
| France Top 50 Téléchargement           | 3                  |
| Irlande                                | 2                  |
| Israël                                 | 12                 |
| Norvège                                | 3                  |
| Nouvelle-Zélande                       | 2                  |
| Pays-Bas                               | 1                  |
| Pologne                                | 20                 |
| République tchèque                     | 25                 |
| Roumanie                               | 28                 |
| Royaume-Uni                            | 1                  |
| Russie Airplay Top 100                 | 39                 |
| Slovaquie                              | 3                  |
| Suède                                  | 13                 |
| Suisse                                 | 7                  |

| Pays                   | Ventes    | Certifications |
| ---------------------- | --------- | -------------- |
| Allemagne IFPI GER     | 150 000   | Or             |
| Australie ARIA         | 70 000    | Platine        |
| Canada CRIA            | 5 000     | Or             |
| États-Unis RIAA        | 1 000 000 | Platine        |
| Nouvelle-Zélande Rianz | 15 000    | Platine        |